# مهدي حسيني (ملحن)
مهدي حسيني (بالفارسية: سید مهدی حسینی) هو ملحن إيراني، ولد في 10 يوليو 1979 في طهران في إيران.

## وصلات خارجية
- مهدي حسيني على موقع IMDb (الإنجليزية)
- مهدي حسيني على موقع ميوزك برينز (الإنجليزية)